# Prezydenci i burmistrzowie Głogowa
Burmistrzowie i prezydenci Głogowa:

## Nadburmistrzowie
- Benjamin Gottlob Schreiber (1809–1821)
- Lauterbach (1821–1848)
- Albert August von Unwerth (1848–1866)
- Heinrich Martin (1867–1902)
- Friedrich Soetbeer (1902–1922)
- Arnold Hasse (1922–1933)
- Kurt Huhnholz (1933), pełniący obowiązki
- Georg Hoffmann-Rothe (1933–1944)
- Dr Damm (1944–1945), pełniący obowiązki
- Eugen Griesinger (1945), pełniący obowiązki

## Burmistrzowie (1945 – 1950)
- Eugeniusz Hoinka (10 maja 1945 – 24 września 1945)
- Bronisław Kwolek (pełniący obowiązki, 24 września 1945 – 18 października 1945)
- Władysław Fryszczyszyn, (18 października 1945 – maj 1948)
- Antoni Gówny (pełniący obowiązki, 1948)
- Jan Czerwiński (pełniący obowiązki, 1948)
- Mieczysław Białęcki, (20 lipca 1948 – 21 maja 1949)
- Bolesław Czabański, (21 maja 1949 – 19 czerwca 1950)

## Przewodniczący Prezydium Miejskiej Rady Narodowej (1950 – 1973)
- Andrzej Wiśniewski (19 czerwca 1950 – 27 listopada 1950)
- Stanisław Błaszak (1 czerwca 1952 – 1954)
- Julian Mielnicki (1954)
- Włodzimierz Hryniewicz (29 listopada 1954 – 30 kwietnia 1957)
- Adolf Fedorowicz (25 kwietnia 1957 – 8 maja 1958)
- Antoni Kałmuczak (8 maja 1958 – 11 czerwca 1965)
- Bolesław Marciniak (1965 – 1969)
- Jan Koziej (1969 – 1972)
- Marian Tusz (1972 – 1973)

## Pierwsi sekretarze Komitetu Miejskiego PZPR (1975 – 1990)
- Mirosław Eder (1975)
- Zenon Bromblik (1978)
- Stanisław Januszkiewicz (1978 – 1979)
- Ryszard Rokaszewicz (1979 – 1981)
- Stanisław Stolarczyk (1981 – 1983)
- Henryk Garbacz (1984 – 1985)
- Piotr Piotrowski (1985 – 1990)

## Naczelnicy miasta (1975 – 1981)
- Piotr Błaut (1975 – 1976)
- Andrzej Zawicki (1976 – 1978)
- Stanisław Majcher (1978 – 1981)

## Prezydenci miasta (od 1981)
- Stanisław Majcher (1981 – 1982)
- Marian Borawski (1982 – 1988)
- Maciej Tomczak (p.o., 1988)[1]
- Jacek Zieliński (1988 – 1998)
- Zbigniew Rybka (1999 – 2006)
- Jan Zubowski (2006 – 2014)
- Rafael Rokaszewicz (od 2014)